# Turn Loose the Swans
Turn Loose the Swans er det andet album af det britiske death/doom metal-band My Dying Bride, som blev udgivet i oktober 1993. Albummet viste en fundamental afvigelse fra deres debutalbum As the Flower Withers. Martin Powells violinspil var blevet fuldkommen integreret i musikken, mens Aaron Stainthorpe blandede growl med udtalte ord og ofte melankolsk syngende stemme. Turn Loose the Swans anses for at være en milepæl indenfor opstanden af doom/metal bevægelsen der begyndte i de tidlige 1990'er. Især violinerne var i My Dying Brides tilfælde med til at definere deres stil og bidrag til genren.

## Sporliste
1. "Sear Me MCMXCIII" – 7:21
2. "Your River" – 9:24
3. "The Songless Bird" – 7:00
4. "The Snow in My Hand" – 7:08
5. "The Crown of Sympathy" – 12:15
6. "Turn Loose the Swans" – 10:08
7. "Black God" – 4:52
8. "Le Cerf Malade" – 6:31 *
9. "Transcending (Into the Exquisite)" – 8:39 *
10. "Your Shameful Heaven (live)" – 5:56 *

- *Bonusspor på digipakken

## Fodnoter
1. 1 2  "My Dying Bride side på doom-metal.com". Arkiveret fra originalen 9. juli 2007. Hentet 17. februar 2008.